# Niedenstein
Niedenstein è un comune tedesco di 5 577 abitanti situato nel land dell'Assia.

## Storia
Nei suoi pressi sono state trovate le rovine della capitale dell'antica popolazione germanica dei Catti, ovvero la Mattium citata da Tacito nel primo libro dei suoi Annales, relativamente alle campagne militari di Germanico del 15.